# Zöbigker
Zöbigker ist ein Stadtteil von Markkleeberg im Landkreis Leipzig mit über 2000 Einwohnern. Bis zu seiner Eingemeindung 1937 war der Ort eine selbständige Gemeinde.

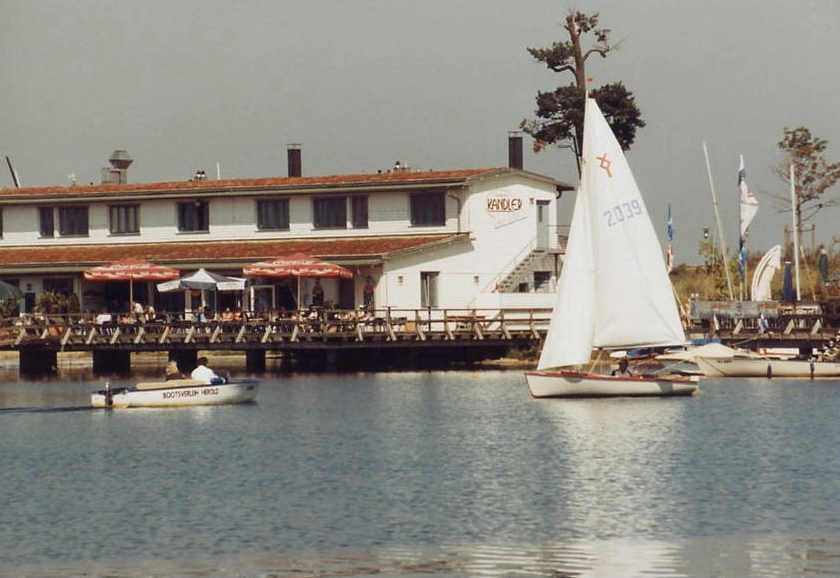
Am Hafen von Zöbigker

## Lage
Zöbigker befindet sich südlich von Markkleeberg-West Gautzsch an der ehemaligen Straße von Markkleeberg nach Zwenkau (Koburger Straße), die früher zugleich Fernstraße von Leipzig nach Nürnberg war, nun aber wegen des ehemaligen Braunkohleabbaus in Zöbigker endet. Der alte Ortskern liegt westlich dieser Straße am früheren rechten Hochufer der Aue der Weißen Elster, an deren Stelle sich jetzt der Cospudener See erstreckt. Damit stellt Zöbigker einen der Zugänge zu diesem See dar. Der wesentlich größere, neuere Teil Zöbigkers liegt östlich der Koburger Straße.
Zöbigker wird im Süden begrenzt durch die Neue Harth, im Westen durch den Cospudener See, im Norden durch die Seenallee, und im Osten grenzt es an die Bebauung des Markkleeberger Ortsteils Großstädteln. Der ehemalige Ortsteil Prödel wurde um 1976 durch den Tagebau Zwenkau abgebaggert.

## Geschichte

Zöbigker auf einer Karte von 1907

### Als Gut und Dorf
Zöbigker wurde im Jahr 1378 als Czebeker / Czebekor erstmals erwähnt. Der Name wandelte sich über Czobeker (1427), Zebicker (1476), Zibiger (1540) und Zcewicker (1551) schließlich um 1750 zu Zöbigker.
Erste nachweisbare Herren von Zöbigker waren Mitte des 14. Jahrhunderts Mitglieder der Familie Pflugk, denen auch Großzschocher, Knauthain und Gautzsch gehörten. Unter ihrer Herrschaft wurde Zöbigker Ende des 14. Jahrhunderts zum Rittergut, nachdem es vorher Vorwerk von Prödel war.  Von den Pflugks kam es 1543 durch Erbe an die Familie von Gehofen, von denen es 1612 an Otto von Dieskau verkauft wurde. 1687 kaufte Friedrich Wilhelm Marschall auf Herrengosserstedt Zöbigker und ließ das Herrenhaus neu aufbauen.

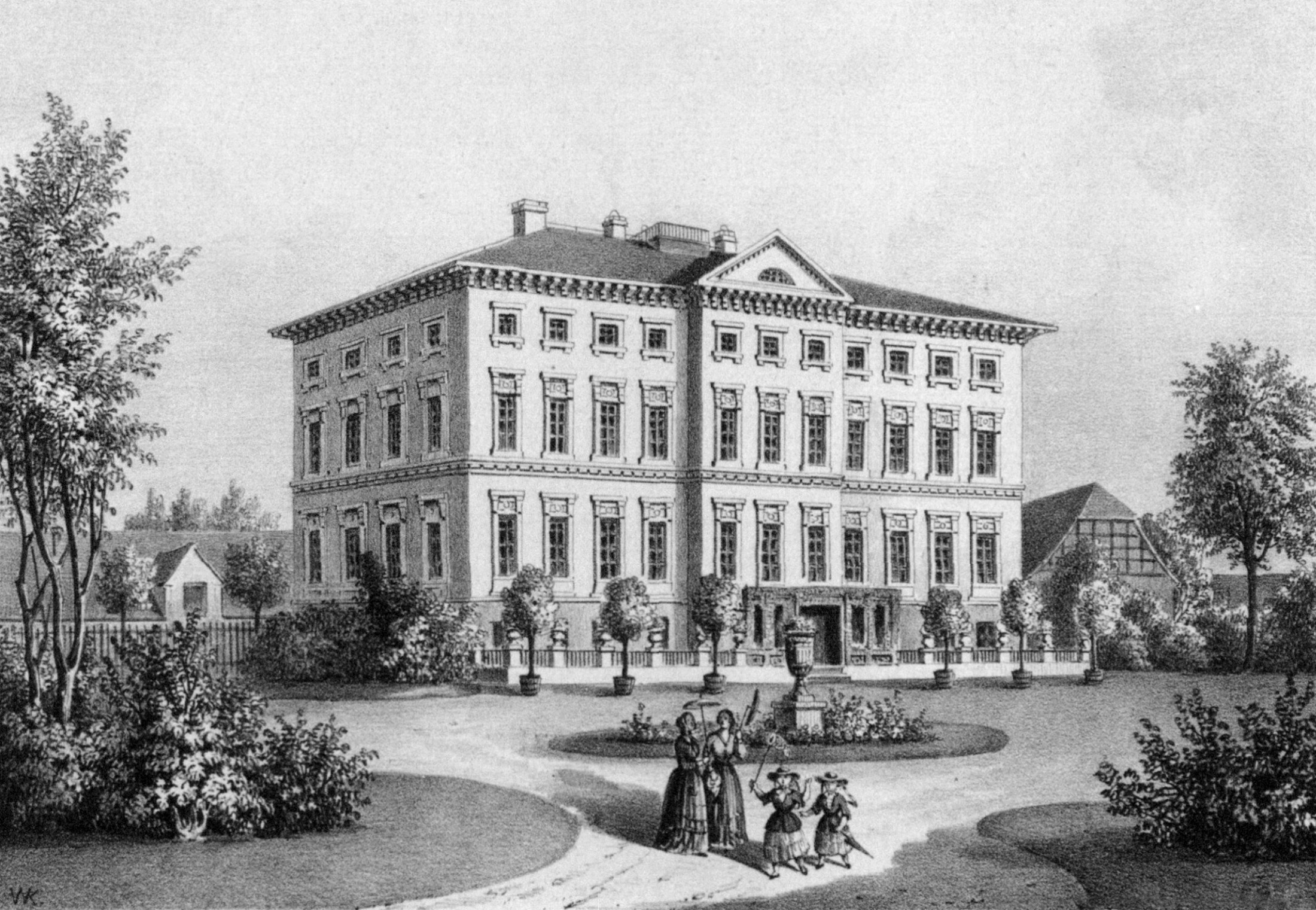
Das Herrenhaus um 1860

Die Kirche Zöbigker um 1840

Bei diesem Bau übernahm er sich aber finanziell, und so kaufte 1714 der Leipziger Ober-Postmeister Johann Jakob Kees der Jüngere das Gut Zöbigker mit dem Geld, das er als Abfindung bei der Verstaatlichung der sächsischen Post erhalten hatte. Kees ließ das Herrenhaus und den Park durch David Schatz bis 1724 im Stile des Leipziger Barock gestalten. Im Dorf ließ er die Mühle und die Kirche (Altar, Kanzel und Turm) renovieren sowie eine Gärtnerei, eine Ausspanne und ein neues Brau- und Malzhaus errichten. Die Familie Kees blieb Eigentümer von Gut Zöbigker bis 1945, obwohl sie 1926 die zum Gut gehörende Feldflur im Zuge der Vorbereitung des Braunkohletagebaus an die Aktiengesellschaft Sächsische Werke (ASW) verkaufte.
Während die Kirche Zöbigker anfangs selbständige Pfarrkirche war, gehörte sie ab 1752 als Filialkirche zum benachbarten Gautzsch. Die Einwohnerzahl des Dorfes Zöbigker blieb vom 16. bis zum 18. Jahrhundert nahezu konstant, nahm aber dann beständig zu von 226 (1834) über 371 (1871), 466 (1910), 466 (1910) bis zu 834 im Jahre 1925. Obwohl Zöbigker durch Kriege nie abgebrannt wurde, hatte es dennoch sowohl im Dreißigjährigen Krieg als auch in der Völkerschlacht bei Leipzig und darüber hinaus unter durchziehenden Heerscharen zu leiden. Im Jahre 1680 wurde von Leipzig her die Pest eingeschleppt, die in Zöbigker und dem benachbarten Prödel über 100 Menschen das Leben kostete. In den Chroniken wird noch für bemerkenswert gehalten, dass die Kirche 1733 durch einen Blitzeinschlag schwerste Schäden erlitt und ihr 1808 durch einen Einbruch 1000 Taler abhandenkamen. Zöbigker lag bis 1856 im kursächsischen bzw. königlich-sächsischen Kreisamt Leipzig. Ab 1856 gehörte der Ort zum Gerichtsamt Zwenkau und ab 1875 zur Amtshauptmannschaft Leipzig.
1926 wurde der Nachbarort Prödel eingemeindet. 1926 begann mit dem Projekt „Landhaussiedlung Zöbigker“ die Bebauung des Areals östlich der Koburger Straße. 1930 war die Einwohnerzahl auf rund 1300 angestiegen, und es gab im Dorf nur noch zwei Bauerngüter.

### Als Stadtteil
Am 1. April 1937 wurde Zöbigker zusammen mit Großstädteln in die 1934 gegründete Stadt Markkleeberg eingemeindet, die dadurch um etwa 3000 Einwohner wuchs.

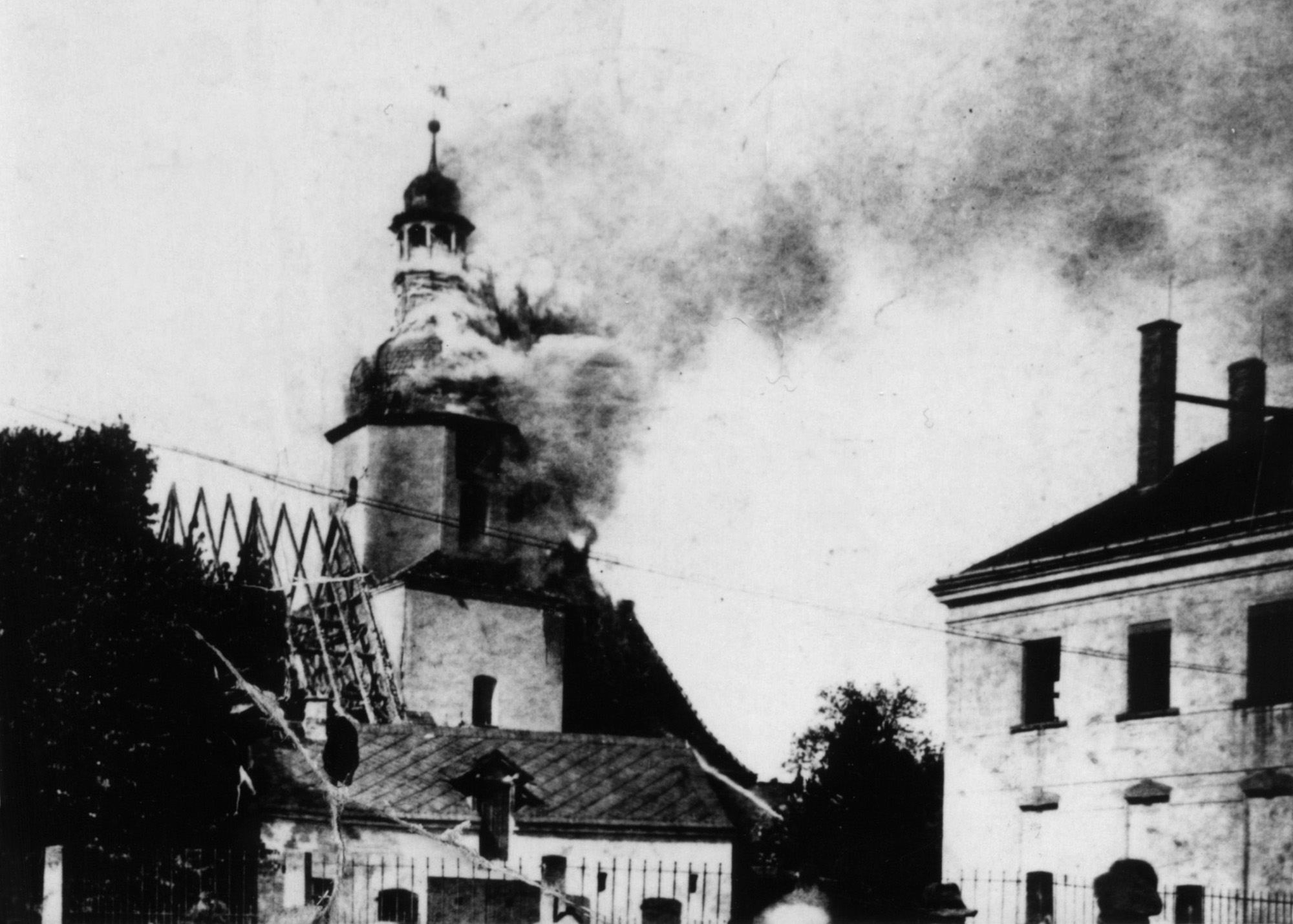
Der Brand der Kirche Zöbigker 1942

Am 16. Mai 1942 kam es in der Kirche von Zöbigker durch eine Überhitzung des Motors der Orgel zu einem Brand, der die Kirche als Ruine hinterließ. Auf Grund des Krieges, der Einstellung zur Kirche in den folgenden Jahren der DDR und des herannahenden Braunkohlebergbaus erfolgte kein Wiederaufbau der Kirche. Sie wird derzeit zur Fahrradkirche umgestaltet.

Partie an der ehemaligen Zöbigker Mühle – durch den Bergbau verloren

Zöbigker lag im Vorfeld des nach Norden und Westen voranschreitenden Braunkohlentagebaus Zwenkau. Ab Mitte der 1970er-Jahre befand es sich dann direkt am Nordrand des Tagebaus Zwenkau und litt dementsprechend unter Staub- und Lärmbelästigung. Als 1980 noch der Tagebau Cospuden eröffnet wurde, der direkt am Westrand von Zöbigker verlief, lag Zöbigker wieder direkt am Tagebau. Der gesamte Schlosspark, die anschließende Auenlandschaft um den Floßgraben, die Mühle, die Ausflugsgaststätte „Damhirsch“ und die Wirtschaftsgebäude des Gutes fielen dem Tagebau Zwenkau zum Opfer. Das Schloss stand verödet an der Tagebaukante. Obwohl im eigentlichen Ort keine Häuser abgerissen wurden, sank doch die Wohnqualität beträchtlich.
Das änderte sich mit der Einstellung des Bergbaus 1992 und der anschließenden Flutung des Cospudener Sees grundlegend. Jetzt war die Lage am Ortsrand, also am See, sehr begehrt. Im Uferbereich wurden neue Seevillen und Wohnhäuser gebaut. Das Schloss wurde rekonstruiert und Wohnungen darin eingerichtet. Zwischen dem See und der Koburger Straße entstand ein 9-Loch-Golfplatz. Aber auch östlich der Koburger Straße am Eulenberg und an der Freiburger Allee entstanden Wohnsiedlungen mit Ein- und Mehrfamilienhäusern.

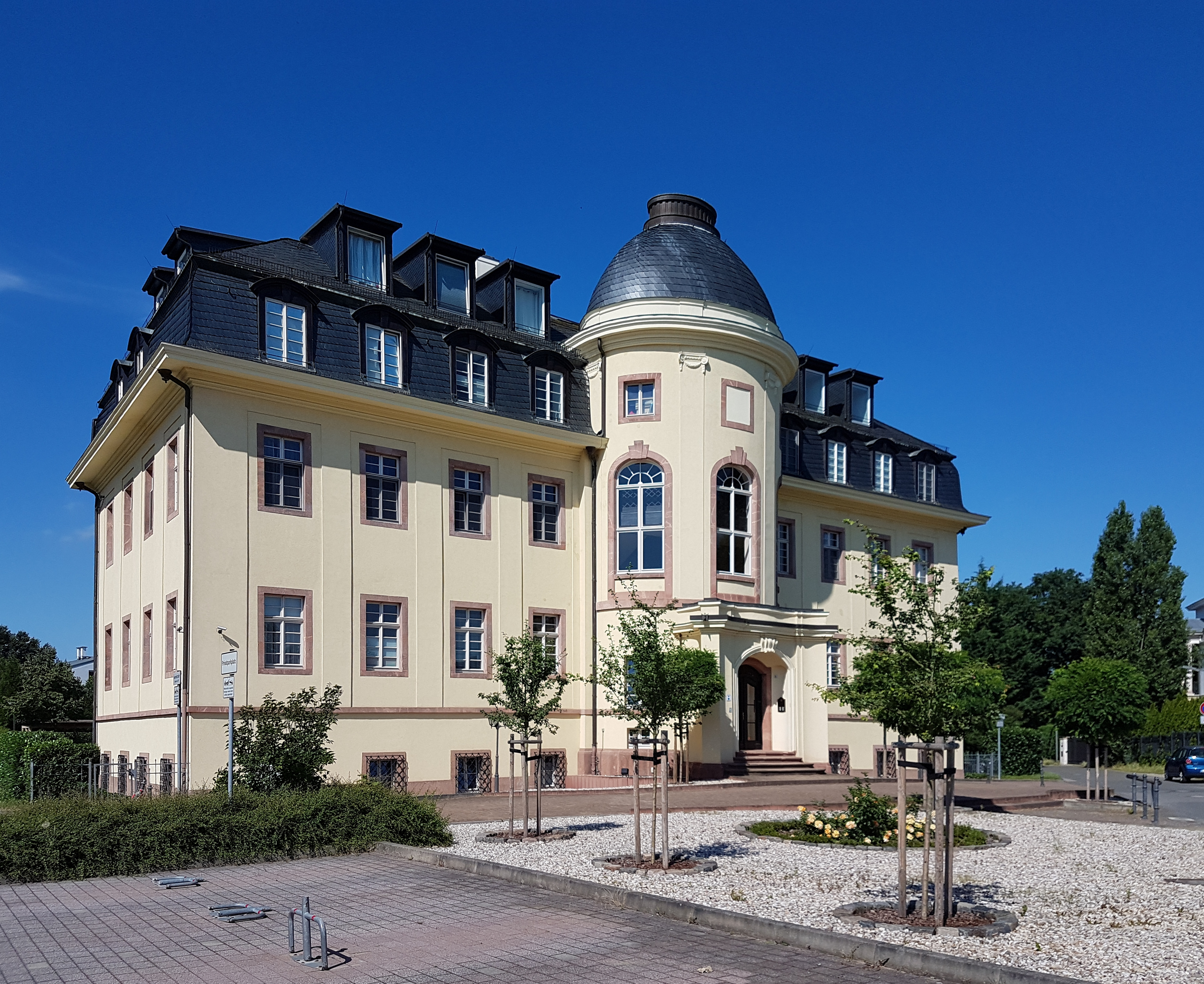
Schloss Zöbigker von Osten, 2024

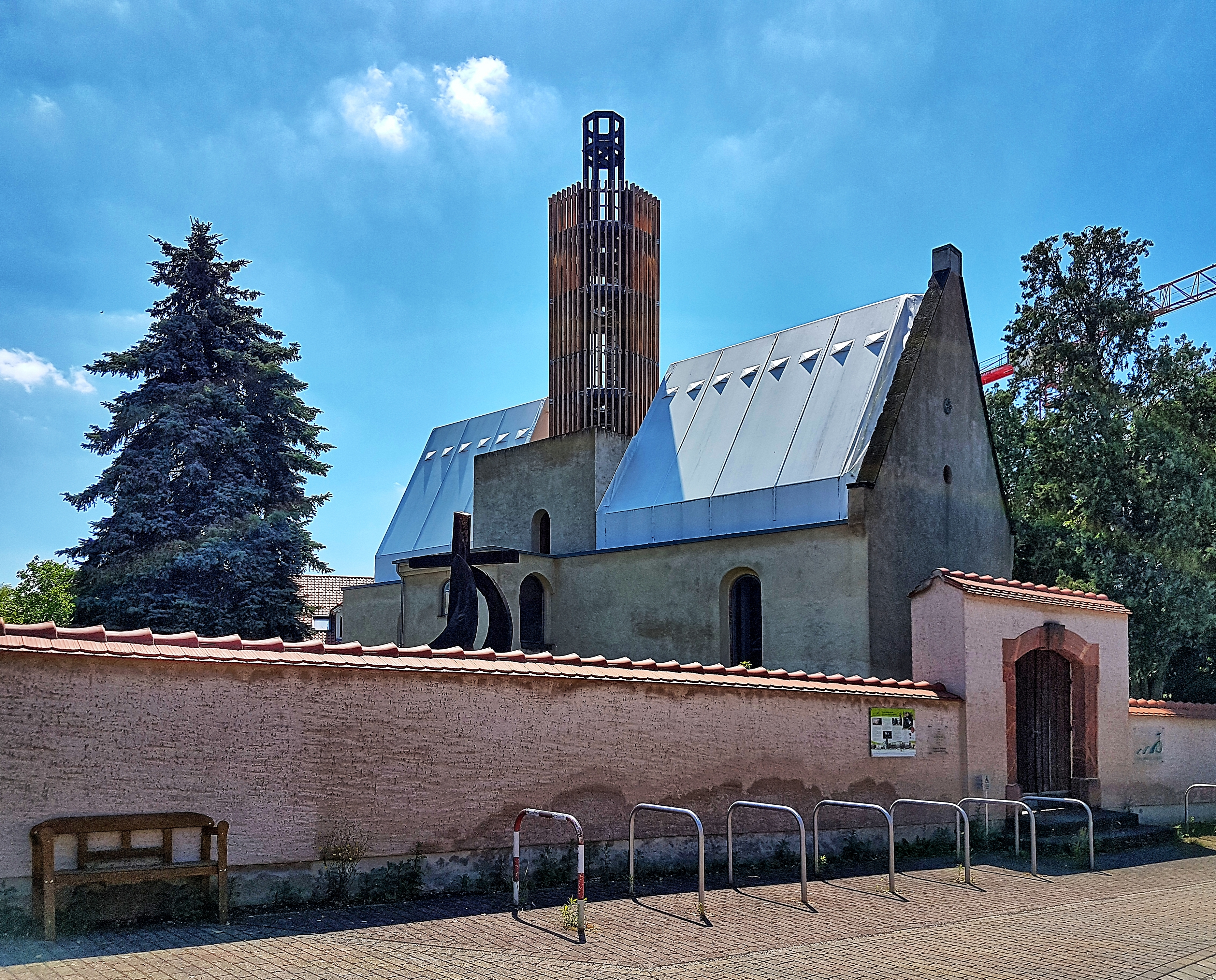
Fahrradkirche Zöbigker, 2024

## Sehenswürdigkeiten
Zöbigker verfügt über einen Segel- und Freizeithafen mit Parkplatz, Geschäften, Cafés und Touristinfo. Der Surfstrand, das Strandbad Ost und der Golfplatz laden zu sportlicher Betätigung ein, die See-Sauna zu gesundheitsfördernder. Besonders beachtenswert ist der Skulpturenpark rund um die Uferpromenade. Am Hafen legen Ausflugsschiffe zu Rundfahrten ab. Von hier aus sind Wanderungen rund um den See und in das Waldgebiet Neue Harth möglich.
Im Ort selbst strahlt das restaurierte, unter Denkmalschutz stehende Schloss in neuem Glanz. Im Bereich des alten Dorfkernes sind noch wenige historische Gebäude erhalten. Dazu gehört auch die im Jahr 1942 abgebrannte Kirche Zöbigker, die als „Fahrradkirche Zöbigker“ seit 2006 wiederaufgebaut wurde.

## Verkehr
Über die S 46 ist Zöbigker an umliegende Orte angebunden. In etwa 3 km Entfernung ist die B 2 erreichbar, die von der Anschlussstelle Leipzig-Süd bei Gaschwitz bis ins Leipziger Zentrum führt. Die nächsten Bahnhöfe befinden sich in Großstädteln (S-Bahn Mitteldeutschland) und in Markkleeberg. Die Anbindung per Bus ist durch die Linie 107 Leipzig-Markkleeberg-Zwenkau gewährleistet. Die Linie 108, die Großstädteln über Markkleeberg mit Wachau verbindet, berührt Zöbigker am Rande.

## Persönlichkeiten
- Johannes Reinhart (* 1450 in Zöbigker),[3] im Sommersemester 1489 Rektor der Universität Leipzig
- Johann Friedrich Jacob Reichenbach (1760–1839), Altphilologe und Pädagoge, starb in Zöbigker
- Friedrich Kirchner (1885–1960), Offizier
- Horst Köhler (1943–2025), Bundespräsident (2004–2010), verbrachte einen Teil seiner Kindheit von 1945 bis zum Verlassen der DDR 1953 in Zöbigker